# Digitale Betriebsstätte
Digitale Betriebsstätte ist ein Begriff aus dem internationalen Steuerrecht. Er soll der Erfassung von unternehmerischen Umsätzen und Gewinnen in einem Land dienen, in dem ein Unternehmen zwar keine feste Geschäftseinrichtung im Sinne des § 12 AO unterhält, aber Umsätze durch eine wesentliche digitale Präsenz erwirtschaftet, etwa digitale Transaktionen mit inländischen Kunden. Diese Tätigkeit deutet auf eine intensive Verbindung mit einer Betriebsstätte in einem anderen Staat hin und soll die Besteuerung dieser Umsätze rechtfertigen.
Eine klassische Betriebsstätte wie eine Zweigniederlassung oder eine Geschäftsstelle ist physisch vorhanden und weist eine konkrete unternehmerische Tätigkeit auf, die auch steuerlich erfasst wird. Dieses Konzept ist aber nicht dazu geeignet, die digitale Wirtschaft sachgerecht abzubilden, die gezielt diesen steuerlichen Anknüpfungspunkt vermeidet. Bei einer signifikanten digitalen Wirtschaftsleistung soll daher seitens der Steuerbehörden eine digitale Betriebsstätte angenommen, dieser der Umsatz zugewiesen, daraus eine Steuerleistung errechnet und die physisch vorhandene Betriebsstätte damit belastet werden (Art. 5 Abs. 5 OECD-MA). Einfachgesetzliche Regelungen in den Mitgliedstaaten der Europäischen Union gibt es dazu aber noch nicht.
Der Begriff der digitalen Betriebsstätte dient der Bekämpfung gezielter Steuervermeidungsstrategien (Base Erosion and Profit Shifting BEPS) international tätiger Unternehmen.